# Semelvillea punctata
Semelvillea punctata es una especie de insecto coleóptero de la familia Chrysomelidae.
Fue descrita científicamente en 1991 por Reid.